# Helicopodosomella melas
Helicopodosomella melas är en mångfotingart som beskrevs av Karl Wilhelm Verhoeff 1924. Helicopodosomella melas ingår i släktet Helicopodosomella och familjen orangeridubbelfotingar. Inga underarter finns listade i Catalogue of Life.